# フレネミーズ
『フレネミーズ』（原題：Frenemies）は、ディズニー・チャンネル・オリジナル・ムービーの映画。全米公開は2012年1月13日。

## ストーリー
タイトルのフレネミーズとは、友達(Friends)だったが、敵(Enemies)となってしまった人たちの事。この映画では、そのフレネミーとなってしまった3組が仲直りするまでを描く。

### ジェイクとマーレイ
科学が得意なジェイクと犬のマーレイは小さい頃からの仲良し。ある日学校で科学の課題が出た時にジュリアンという女の子が一緒に課題をやろうと話しかけてくる。しかし、ジュリアンは良い点を取るためにジェイクを利用しているだけだった。マーレイはその事に気づきジェイクに知らせようとするが、ジュリアンの策略にはまり二人はけんかをしてしまう。

### アヴァロンとハリー
親友のアヴァロンとハリーは二人でWebマガジン"Geekly Chic"を作り、大手出版社にメールを送る。そして、Webマガジンが気に入られ出版社からスカウトされたが、編集長になれるのは一人だけで、二人でニュースを持ち込み、より良い物を持ってきた人が編集長になれるという。二人はあるニュースを取り合うことになり...。

### サヴァンナとエマ
兄妹達と暮らすサヴァンナと豪邸で暮らすエマは顔がそっくりだったのでアヴァロンとハリーの勧めで生活を交換する事にする。交換するまでは自分の生活に不満だったが、交換すると自分の生活が一番だった事に気づく。しかし、彼氏の事で揉め事になってしまい...。

## キャスト
※括弧内は日本語吹替
アヴァロン - ベラ・ソーン（清和祐子）
ハリーと一緒にWebマガジンを作っている。ハリーといつも行動を共にしている。
ハリー - ゼンデイヤ（真壁かずみ）
アヴァロンと一緒にWebマガジンを作っている。アヴァロンといつも行動を共にしている。
ジェイク - ニック・ロビンソン（鷹嘴翼）
科学が得意な男の子で、NASAから賞状を貰う。犬のマーレイと暮らしている。
サヴァンナ、エマ - メアリー・モーサ（岡田栄美）
庶民のサヴァンナとセレブのエマは自分の生活に嫌気が差し、生活を交換する事にする。サヴァンナはジェイクの事が好きだが、勇気が無く告白出来ない。
ジュリアン - ステファニー・スコット（うえだ星子）
ジェイクの彼女となるが、実は科学で良い評価を得るためだった。
- その他の声の吹き替え：鷹野晶 / 寺内よりえ / 米田基裕 / 瀧澤樹 / 後藤光祐 / 五十嵐麗 / 丸田光 / 多田野曜平 / 宗矢樹頼 / 山崎健太郎 / 松浦裕美子（クレジット無し） / Lynn（クレジット無し）

## 日本語版制作スタッフ
- 翻訳：辺見真起子
- 演出：向山宏志
- 録音制作：ACクリエイト

## 挿入歌
- Pose - Stefanie Scott and Carlon Jeffery